# Henry (Illinois)
Henry è un comune degli Stati Uniti d'America, situato in Illinois, nella Contea di Marshall.